# Wolfgang Mittermaier
Wolfgang Mittermaier (* 29. Mai 1867 in Heidelberg; † 28. Juli 1956 ebenda) war ein deutscher Rechtswissenschaftler und Autor.

## Leben
Er studierte seit 1885 Rechtswissenschaften in Heidelberg und Berlin. Nach der 1. juristischen Staatsprüfung 1889, der Promotion 1890 und der 2. juristischen Staatsprüfung 1893 habilitierte er sich an der Universität Heidelberg 1897 und wurde dort 1899 außerordentlicher Professor. Im Jahr 1900 wurde er ordentlicher Professor in Bern. 1903 folgte er einem Ruf nach Gießen. Hier wurde er 1933 zwangsemeritiert, weil er zwei jüdische Studenten unterstützt, darunter Abraham Bar Menachem zur Promotion verholfen hatte. Mittermaier verzog nach Heidelberg.
Seit 1995 vergibt die Justus-Liebig-Universität Gießen auf Anregung von Bar Menachem den „Wolfgang-Mittermaier-Preis für hervorragende Leistungen in der akademischen Lehre“.

## Schriften (Auswahl)
- Der Ehebruch. Marcus & Weber Verlag, Bonn 1919, OCLC 1197103253.
- Wie studiert man Rechtswissenschaft? Das Studium der Rechtswissenschaft und eine zweckmässige Einrichtung. Eine Anleitung für Studierende. Violet Verlag, Stuttgart 1921, OCLC 496991980.
- Das österreichische Strafverfahren. Eine Studie. Univ. Verl. Noske, Leipzig 1933, OCLC 236026711.
- Gefängniskunde. Ein Lehrbuch für Studium und Praxis. Vahlen Verlag, Berlin 1954, OCLC 299778945.